# Rossville, Georgia
Rossville är en ort i Walker County i delstaten Georgia, USA.